# Nintendo Campus Challenge
Nintendo Campus Challenge foi uma competição de jogos eletrônicos patrocinada pela Nintendo e realizada em quase 60 campii e em outros locais afora pelos Estados Unidos, incluindo no Canadá. Foram realizadas duas competições Campus Challenge, uma em 1991 e outra em 1992.

## Jogos de 1991
Assim como os Nintendo World Championships, o evento oficial dava a cada jogador 6 minutos e 21 segundos para participar no concurso, mas com três minigames diferentes. O primeiro minigame da competição era Super Mario Bros. 3, onde os jogadores deveriam obter 25 moedas. O próximo minigame era uma versão de Pin-Bot, onde jogadores deveriam obter 100.000 pontos. O último minigame era Dr. Mario, que durava até o tempo acabar. Assim que o tempo acabava, a pontuação do jogador era somada usando a seguinte fórmula:
- A pontuação de Super Mario Bros. 3 multiplicada por 10;
- O resultado da anterior somado à pontuação de Pin-Bot;
- O resultado da anterior somado à pontuação de Dr. Mario multiplicada por 100.

O seguinte anúncio foi impresso no volume 4, exemplar 5, da revista Game Players Strategy to Nintendo Games:
| “ | Tá certo, você realmente deveria estar estudando para aquela prova de matemática para semana que vem. E você tem um trabalho de literatura atrasado. Mas quem liga? O Nintendo Campus Challenge está chegando! A Nintendo of America está dando continuidade ao grande sucesso dos Nintendo World Championships com sua primeira edição do Nintendo Campus Challenge. Ano que vem, serão realizadas competições em 50 universidades e populares pontos de recesso por toda a América. Um aluno sortudo irá se tornar o "aluno nota 10 em videogames". Os concursos consistirão em uma combinação especial de três jogos da Nintendo – Dr. Mario, Rad Racer, e Super Mario Bros. 3. Há três categorias para homens e mulheres, e todos os finalistas ganharão uma viagem para um campeonato em janeiro de 1992. Os prêmios incluem carros novos e bolsas de estudo. Enquanto isso, não deixe suas notas caírem muito. | ” |

Rad Racer não foi usado na versão final do cartucho de competição por já ter aparecido anteriormente no cartucho usado nos Nintendo World Championships e também pelo fato de ambos os jogos usarem um chip de mapeamento diferente do que o Nintendo Campus Challenge 1991 usa.

### Cartucho
Até onde se saiba, existe apenas uma cópia original do cartucho usado no Campus Challenge de 1991. O jogo foi encontrado por um colecionador chamado Rob Walters em um bazar em Nova Iorque, em 2006. O jogo foi vendido em US$14.000 em julho de 2009 ao colecionador J. J. Hendricks. Três meses depois, Hendricks revendeu o jogo no eBay por US$20.100.

### Estrutura do evento
O Nintendo Campus Challenge de 1991 foi realizado em 58 campii colegiais e locais de recesso. O evento consistia em três etapas. A etapa principal ocorreu em 12 estações de jogo diferentes. A segunda etapa consistia em consoles NES com vários jogos, e a terceira etapa consistia em consoles Game Boy. Participantes dos eventos poderiam jogar quantas vezes quisessem, e o maior pontuador foi anunciado no final do dia.
O vencedor de cada local foi levado à Disney World em Orlando, Flórida, no fim de semana de Ano-Novo em janeiro de 1992. Todos os competidores jogaram a primeira rodada, seguida pela segunda rodada com apenas os seis maiores pontuadores. A rodada final foi um duelo entre Steven Lucas e Matt Sekelsky. Steven Lucas venceu com a pontuação de 2.394.130.
| Data                                  | Instituição                                       | Município                                      |
| ------------------------------------- | ------------------------------------------------- | ---------------------------------------------- |
| 29 de novembro de 1990                | Universidade Estadual de Louisiana                | Baton Rouge                                    |
| 3 de dezembro de 1990                 | Universidade Agro-mecânica de Texas               | College Station                                |
| 6 de dezembro de 1990                 | Universidade de Oklahoma                          | Norman                                         |
| 10 de janeiro de 1991                 | Consumer Electronics Show                         | Las Vegas                                      |
| 15 de janeiro de 1991                 | Universidade Politécnica Estadual de Califórnia   | San Luis Obispo                                |
| 17 de janeiro de 1991                 | Universidade de Califórnia, Santa Bárbara         | Santa Bárbara                                  |
| 21 de janeiro de 1991                 | Universidade de Califórnia, Los Angeles           | Los Angeles                                    |
| 24 de janeiro de 1991                 | Universidade do Sul da Califórnia                 | Los Angeles                                    |
| 28 de janeiro de 1991                 | Universidade Estadual de Califórnia, Long Beach   | Long Beach                                     |
| 31 de janeiro de 1991                 | Universidade de Califórnia, Irvine                | Irvine                                         |
| 4 de fevereiro de 1991                | Universidade Estadual de Califórnia, Fullerton    | Fullerton                                      |
| 7 de fevereiro de 1991                | Universidade Estadual de San Diego                | San Diego                                      |
| 11 de fevereiro de 1991               | Universidade de Nevada, Las Vegas                 | Las Vegas                                      |
| 14 de fevereiro de 1991               | Universidade Estadual de Arizona                  | Tempe                                          |
| 18 de fevereiro de 1991               | Universidade de Arizona                           | Tucson                                         |
| 21 de fevereiro de 1991               | Universidade do Novo México                       | Albuquerque                                    |
| 25 de fevereiro de 1991               | Universidade Tecnológica de Texas                 | Lubbock                                        |
| 28 de fevereiro de 1991               | Universidade de Texas, Arlington                  | Arlington                                      |
| 4 de março de 1991                    | Universidade de Texas, Austin                     | Austin                                         |
| 7 de março de 1991                    | Universidade de Houston                           | Houston                                        |
| 11 de março de 1991                   | Evento de recesso                                 | Ilha Padre Sul                                 |
| 19 de março de 1991                   | Evento de recesso                                 | Kenny Dedic, Daytona Beach                     |
| 25 de março de 1991                   | Evento de recesso                                 | Daytona Beach                                  |
| 4 de abril de 1991                    | Universidade de Geórgia                           | Atenas                                         |
| 8 de abril de 1991                    | Instituto Tecnológico de Geórgia                  | Atlanta                                        |
| 11 de abril de 1991                   | Universidade de Auburn                            | Auburn                                         |
| 15 de abril de 1991                   | Universidade de Alabama                           | Tuscaloosa                                     |
| 18 de abril de 1991                   | Universidade de Tennessee, Knoxville              | Knoxville                                      |
| 22 de abril de 1991                   | Universidade Estadual de Ohio                     | Columbus                                       |
| 24 de abril de 1991                   | Chevy Open House                                  | Centro Técnico General Motors Warren, Michigan |
| 25 de abril de 1991                   | Universidade de Michigan                          | Ann Arbor                                      |
| 29 de abril de 1991                   | Universidade de Indiana                           | Bloomington                                    |
| 2 de maio de 1991                     | Universidade de Wisconsin–Madison                 | Madison                                        |
| 6 de maio de 1991                     | Universidade de Minnesota                         | Minneapolis                                    |
| 9 de maio de 1991                     | Universidade do Noroeste                          | Evanston                                       |
| 2 de agosto de 1991                   | Feira Estadual de Ohio                            | Columbus                                       |
| 15 de agosto de 1991                  | Feira Estadual de Illinois                        | Springfield                                    |
| 22 de agosto a 20 de setembro de 1991 | Turnê canadense                                   | Canadá                                         |
| 23 de setembro de 1991                | Universidade de Albany                            | Albany                                         |
| 26 de setembro de 1991                | Universidade de Massachusetts Amherst             | Amherst                                        |
| 30 de setembro de 1991                | Universidade de Boston                            | Boston                                         |
| 3 de outubro de 1991                  | Universidade de Rhode Island                      | Kingston                                       |
| 7 de outubro de 1991                  | Universidade de Nova Iorque                       | Cidade de Nova Iorque                          |
| 10 de outubro de 1991                 | Universidade de Rutgers, Nova Brunswick           | Nova Brunswick                                 |
| 14 de outubro de 1991                 | Universidade da Pensilvânia                       | Filadélfia                                     |
| 17 de outubro de 1991                 | Universidade de Maryland                          | College Park                                   |
| 20 de outubro de 1991                 | Universidade de Virgínia Ocidental                | Morgantown                                     |
| 24 de outubro de 1991                 | Universidade da Carolina do Norte em Chapel Hill  | Chapel Hill                                    |
| 28 de outubro de 1991                 | Universidade Clemson                              | Clemson                                        |
| 11 de novembro de 1991                | Universidade de Washington                        | Seattle                                        |
| 13 de novembro de 1991                | Nintendo Open House                               | Seattle                                        |
| 18 de novembro de 1991                | Universidade de Oregon                            | Eugene                                         |
| 27 de novembro de 1991                | Universidade Estadual de Califórnia em Sacramento | Sacramento                                     |
| 2 de dezembro de 1991                 | Universidade da Califórnia em Berkeley            | Berkeley                                       |
| 5 de dezembro de 1991                 | Universidade Stanford                             | Stanford                                       |
| 9 de dezembro de 1991                 | Universidade Estadual de São José                 | São José                                       |
| 4 de janeiro de 1992                  | Walt Disney World                                 | Orlando                                        |

## Jogos de 1992
O cartucho Campus Challenge para SNES tinha um formato incomum, com a placa de circuito impresso paralela ao SNES. O cartucho dispunha de quatro chips ROM, presumidamente três deles para cada jogo com um adicional para interligá-los. Ele também dispunha de interruptores, provavelmente usados para mudar as configurações do jogo, embora não tenham efeito aparente quando configurados. Um conector para telefone está presente, talvez para enviar as pontuações a um servidor da Nintendo e então determinar o vencedor.
As regras são as mesmas que a versão para 1991, exceto que envolvendo minigames para SNES. O primeiro minigame da competição é Super Mario World, onde jogadores deveriam conseguir 50 moedas (de forma muito similar ao primeiro minigame dos Nintendo World Championships, Super Mario Bros.). O segundo jogo é uma versão de F-Zero, onde jogadores deveriam completar duas voltas. O último minigame é Pilotwings, onde jogadores deveriam aterrissar em dois alvos com sucesso. Quando o tempo acaba, a pontuação do jogador é somada usando a seguinte fórmula:
- A pontuação de Super Mario World;
- O resultado da anterior somado à pontuação de F-Zero multiplicada por 100;
- O resultado da anterior somado à pontuação de Pilotwings multiplicada por 10.000.

### Cartucho
É documentado que existam três cartuchos, mas só se tem notícia de dois. Um foi encontrado em um bazar em Nova Iorque por Rob Walters, assim como o cartucho de 1991. O cartucho está agora com um colecionador chamado Rick Bruns. O segundo cartucho foi encontrado em um sótão de um ex-funcionário de uma empresa que realizava projetos para a Nintendo. A Nintendo enviou o cartucho à empresa junto com alguns sistemas e outros jogos.

### Estrutura do evento
A edição de 1992 do Nintendo Campus Challenge foi realizada em 35 campii colegiais pelos Estados Unidos, incluindo a Universidade de Michigan Central, a Universidade do Estado do Arizona, e a Universidade Agro-mecânica de Texas. O vencedor de cada localização foi premiado com um Super Set do SNES, com dois controles e um cartucho de Super Mario World, além de cópias individuais de F-Zero e Pilotwings. Prêmios de consolação de US$100, US$75, e US$50 foram concedidos aos contestantes que terminaram em segunda, terceira, e quarta posições. O vencedor de toda a competição ganhou US$10.000. Além disso, todos os jogadores foram colocados em um sorteio para ganhar prêmios de US$5.000. Além do cartucho de competição, a Nintendo enviou prévias de novos jogos, incluindo Contra III: The Alien Wars, Rival Turf!, The Legend of Zelda: A Link to the Past, The Addams Family, e Super Scope 6.
Competições similares foram realizadas na Europa e no Japão em 1992. O vencedor da competição norte-americana, Jeff Hanson, venceu contra o vencedor da competição japonesa, Yuichi Suyama, e foi coroado campeão mundial durante a Consumer Electronics Show de 1993.